# Heinz Roemheld
Heinz Eric Roemheld (* 1. Mai 1901 in Milwaukee, Wisconsin; † 11. Februar 1985 in Huntington Beach, Kalifornien) war ein US-amerikanischer Filmkomponist und Arrangeur mit deutschen Wurzeln.

## Biografie
Roemheld wuchs als eines von vier Kindern des Apothekers Heinrich Roemheld und dessen Frau Fanny Rauterberg Roemheld in dem von Deutschen geprägten Milwaukee auf. Er stammte aus einer musikalischen Familie. Sein Bruder Edgar arbeitete als Dirigent, seine Schwester Irmgard als Musiklehrerin und Hörfunkmoderatorin. Er erlernte ab seinem vierten Lebensjahr das Klavierspiel.
Mit 19 Jahren schloss er seine musikalische Ausbildung am Wisconsin College of Music ab und spielte in Theatern, um einen Studienaufenthalt in Deutschland finanzieren zu können. 1920 ging er nach Deutschland und lernte in verschiedenen Konservatorien in Berlin, u. a. bei Rudolf Maria Breithaupt, Hugo Kaun, Ferruccio Busoni und Egon Petri. Seinen ersten Auftritt als Pianist hatte er 1922 bei den Berliner Philharmonikern. Von 1922 bis 1926 arbeitete er als Komponist und musikalischer Leiter bei verschiedenen Filmgesellschaften wie dem Musik- und Filmverlag RCA-Victor. Während dieser Zeit war Franz Waxman, ein später mit dem Oscar prämierter Komponist, für Roemheld tätig. Dort lernte er auch Bernhard Kaun, bei dessen Vater er seine Ausbildung absolviert hatte, kennen.
1927 ging Roemheld zurück in die Vereinigten Staaten und wurde bei Universal als Komponist und Arrangeur angestellt. Eine seiner ersten Arbeiten war die Vertonung der amerikanischen Version von Die weiße Hölle vom Piz Palü und die musikalische Mitarbeit an Im Westen nichts Neues. 1930 war er in Berlin an der Gründung der Deutsche Universal-Film AG als Aktionär beteiligt. Zusammen mit Bernhard Kaun arbeitete er in den 1930er Jahren für Universal-Pictures, u. a. an der Neuvertonung von The Midnight Sun, sowie bei British Agent und Mord im Nachtclub.
1934 erhielt er seinen ersten Auftrag als Filmkomponist für den Horrorklassiker Die schwarze Katze. In der Folgezeit arbeitete er dann verstärkt für Warner Bros. Für den Film Schönste der Stadt erhielt er 1942 eine Nominierung für den Oscar in der Kategorie Beste Filmmusik. Ein Jahr später konnte er die Trophäe für Yankee Doodle Dandy gewinnen. Nach dem Film heuerte er bei Columbia Pictures an, wo er etliche Western mit Randolph Scott in der Hauptrolle vertonte.
Nach dem 1962 abgedrehten Film Mein bester Freund beendete er seine 30-jährige Karriere, in der er an über 250 Filmen mitgewirkt hatte.

## Filmografie (Auswahl)
- 1929: Tarzan der Tiger (Tarzan the Tiger)
- 1930: Im Westen nichts Neues (All Quiet on the Western Front)
- 1930: Galgenvögel (Hell’s Heroes)
- 1930: Sirenen um Mitternacht (Outside the Law)
- 1931: Meine Kinder – mein Glück (Seed)
- 1933: Der Unsichtbare (The Invisible Man)
- 1934: A Modern Hero
- 1934: Liebeskadetten (Flirtation Walk)
- 1934: All the King’s Horses
- 1934: Die schwarze Katze (The Black Cat)
- 1934: Frauen am Scheidewege (Imitation of Life)
- 1934: Mandalay
- 1934: Dr. Monica
- 1934: Broadway-Show (Dames)
- 1934: Liebe ohne Zwirn und Faden (Fashions of 1934)
- 1934: 1929 – Manhattan N.Y. (Gentlemen Are Born)
- 1934: Jagd nach dem Glück (The Pursuit of Happiness)
- 1934: Madame Dubarry (Madame Du Barry)
- 1934: Madame befiehlt! (Enter Madame)
- 1934: British Agent
- 1935: Broadway Hostess
- 1935: Ein Butler in Amerika (Ruggles of Red Gap)
- 1935: I Found Stella Parrish
- 1935: Living on Velvet
- 1935: Die Fee (The Good Fairy)
- 1935: Der Teufel ist eine Frau (The Devil Is a Woman)
- 1935: Peter Ibbetson
- 1935: Stranded
- 1935: Oberarzt Dr. Monet (Private Worlds)
- 1935: Louis Pasteur (The Story of Louis Pasteur)
- 1935: Die Frau auf Seite 1 (Front Page Woman)
- 1935: Öl für die Lampen Chinas (Oil for the Lamps of China)
- 1935: Das Mädchen, das den Lord nicht wollte (The Gilded Lily)
- 1936: The White Angel
- 1936: Draculas Tochter (Dracula’s Daughter)
- 1936: Drei süße Mädels (Three Smart Girls)
- 1936: Wem gehört die Stadt? (Bullets or Ballots)
- 1936: China Clipper
- 1936: The Case of the Velvet Claws
- 1936: The Case of the Black Cat
- 1937: Ordnung ist das halbe Leben (The Great O’Malley)
- 1937: Mr. Dodd geht nach Hollywood (Stand-In)
- 1937: Stolen Holiday
- 1937: It’s Love I’m After
- 1937: Mord im Nachtclub (Marked Woman)
- 1937: San Quentin (Flucht aus San Quentin)
- 1937: First Lady
- 1937: The Case of the Stuttering Bishop
- 1938: Going Places
- 1938: Liebe zu viert (Four’s a Crowd)
- 1939: Die wilden Zwanziger (The Roaring Twenties)
- 1940: Keine Zeit für Komödie (No Time for Comedy)
- 1941: Ufer im Nebel (Out of the Fog)
- 1941: Schönste der Stadt (The Strawberry Blonde)
- 1941: Der Herzensbrecher (Affectionately Yours)
- 1941: Blues in the Night
- 1941: Dem Schicksal vorgegriffen ( Flight from Destiny)
- 1942: Yankee Doodle Dandy
- 1942: Im Schatten des Herzens (Always in My Heart)
- 1942: Der freche Kavalier (Gentleman Jim)
- 1943: Liebeslied der Wüste (The Desert Song)
- 1944: Sensationen für Millionen (Sensations of 1945)
- 1944: Janie
- 1945: Der Wundermann (Wonder Man)
- 1947: Die Lady von Shanghai (The Lady from Shanghai)
- 1947: Eine Göttin auf Erden (Down to Earth)
- 1947: Michael schafft Ordnung (Heaven Only Knows)
- 1948: Gangster der Prärie (Station West)
- 1948: Dieser verrückte Mr. Johns! (The Fuller Brush Man)
- 1948: My Dear Secretary
- 1949: The Lucky Stiff
- 1949: Der Mann, der zu Weihnachten kam (Mr. Soft Touch)
- 1950: Robin Hoods Vergeltung (Rogues of Sherwood Forest)
- 1950: Seine Frau hilft Geld verdienen (The Fuller Brush Girl)
- 1950: Menschen ohne Seele (Union Station)
- 1951: Valentino – Liebling der Frauen (Valentino)
- 1951: Fernruf aus Chicago (Chicago Calling)
- 1952: Für eine Handvoll Geld (The Big Trees)
- 1952: Wildes Blut (Ruby Gentry)
- 1952: Hans und die Bohnenstange (Jack and the Beanstalk)
- 1952: Hyänen der Unterwelt (Loan Shark)
- 1955: Das Haus am Strand (Female on the Beach)
- 1955: Der Schläger von Chicago (The Square Jungle)
- 1956: Es gibt immer ein Morgen (There’s Always Tomorrow)
- 1957: Fahrkarte ins Jenseits (Decision at Sundown)
- 1957: Um Kopf und Kragen (The Tall T)
- 1959: Auf eigene Faust (Ride Lonesome)